# The Emperor: Owner of the Mask
The Emperor: Owner of the Mask (Hangul: 군주-가면의 주인, RR: Gunju – Gamyeonui juin), es una serie de televisión surcoreana transmitida del 10 de mayo del 2017 hasta el 13 de julio del 2017 por MBC TV.

## Sinopsis
En el año de 1700, el Príncipe Heredero Lee Sun lucha contra Pyunsoo hwe, una organización que ha acumulado el poder absoluto sobre el reino y el suministro de agua, al privatizar el agua en todo Joseon, por lo que se convierte en una esperanza para los que sufren.
El Príncipe Heredero está enamorado de Han Ga-eun, una joven mujer que busca vengarse de la ejecución de su padre en sus manos, sin embargo Ga-eun pronto comienza a enamorarse de Lee Sun a quien ayuda a crecer como gobernante.
Por otro lado está el plebeyo Lee Sun, una persona pobre pero muy inteligente, que aprende a leer y a escribir gracias a Ga-eun. Él suele ayudar al Príncipe Heredero haciendo el papel de su doble y suplantándolo.
Pronto el Príncipe Heredero y Ga-eun, deberán luchar contra las intrigas que giran alrededor del trono y deberán luchar por estar juntos.

## Reparto

### Personajes principales
- Yoo Seung-ho como Príncipe Lee Sun, es un joven que debe de luchar contra "Pyunsoo-hoe", una organización poderosa y adinerada, que controla el país detrás de las escenas debido a su monopolio del suministro de agua de la nación. Está enamorado de Han Ga-eun.[2][3]
- Kim So-hyun como Han Ga-eun.[4][5]
- Kim Myung-soo (L) como Lee Sun, es un plebeyo que tiene el mismo nombre que el Príncipe Heredero, con quien cambia de vida y oculta su rostro tras una máscara.
- Yoon So-hee como Kim Hwa-gun.[6]
- Heo Joon-ho como Kim Dae-mok.
- Park Chul-min como Woo Bo.

### Personajes secundarios
- Kim Byung-chul como Kim Woo-jae.
- Kim Jong-soo como Joo Jin-myung.[7]
- Do Yong-goo como Choi Sung-gi.
- Jung Kyu-soo como Heo Yoo-gun.
- Kim Young-woong como Jo Tae-ho.
- Kim Seo-kyung como Gon.
- Park Ki-ryung como Mr. Jang.
- Lee Ki-young.
- Um Hyo-sup.

#### Amigos del Príncipe Heredero Lee Sun
- Shin Hyun-soo como Lee Chung-woon.
- Bae Yoo-ram como Park Moo-ha.[8]
- Lee Chae-young como Mae Chang.

#### Palacio Real
- Kim Myung-soo como el Rey Lee Yoon, es el padre del Príncipe Heredero Lee Sun.
- Kim Sun-kyung como la Reina, la madre legal del Príncipe Heredero Lee Sun.
- Choi Ji-na como Lady Lee Young-bin, es la madre biológica del Príncipe Heredero Lee Sun.
- Jung Doo-hong como Lee Bum-woo.
- Song In-guk como Hyun-suk.
- Jung Ah-mi como Lady Han, una dama de la corte.
- Lee Dae-ro es el Eunuco en jefe del Rey.

#### Familia del Plebeyo Lee Sun
- Park Hyun-suk como Yoo Sun-daek, es la madre de Lee Sun.
- Jung Hae-kyun es el padre de Lee Sun.
- Go Na-hee como Kko-mool, es la hermana menor de Lee Sun.

#### Otros personajes
- Jeon No-min como Han Kyu-ho.
- Jin Ki-joo como Choi Kang-seo.
- Gong Jung-hwan, como un comerciante pobre.
- Min Pil-joon como Park Cheon-soo.

## Episodios
La serie estuvo conformada por 40 episodios, los cuales fueron emitidos todos los miércoles y jueves a las 22:00 (KST).

### Índices de audiencia
| 1 | 10 de mayo de 2017  | 8.8% (9.º)  | 10.0% (5.º) | 9.7% (6.º)  | 10.5% (5.º) |
| 2 | 10 de mayo de 2017  | 10.1% (6.º) | 10.9% (4.º) | 11.6% (4.º) | 12.1% (4.º) |
| 3 | 11 de mayo de 2017  | 10.4% (8.ª) | 11.5% (6.ª) | 10.5% (6.ª) | 11.2% (5.ª) |
| 4 | 11 de mayo de 2017  | 10.8% (6.ª) | 11.9% (5.ª) | 12.6% (4.ª) | 13.4% (4.ª) |
| 5 | 17 de mayo de 2017  | 8.5% (12.ª) | 10.4% (6.ª) | 11.2% (5.ª) | 11.8% (5.ª) |
| 6 | 17 de mayo de 2017  | 9.2% (10.ª) | 11.0% (5.ª) | 12.5% (4.ª) | 12.9% (4.ª) |
| 7 | 18 de mayo de 2017  | 10.4% (6.ª) | 11.8% (5.ª) | 12.0% (5.ª) | 12.9% (5.ª) |
| 8 | 18 de mayo de 2017  | 11.6% (5.ª) | 13.1% (4.ª) | 13.4% (4.ª) | 14.2% (3.ª) |
| 9 | 24 de mayo de 2017  | 10.6% (8.ª) | 10.9% (6.ª) | 11.9% (6.ª) | 12.7% (5.ª) |
| 10 | 24 de mayo de 2017  | 11.7% (5.ª) | 12.6% (4.ª) | 13.8% (4.ª) | 15.2% (3.ª) |
| 11 | 25 de mayo de 2017  | 11.1% (7.ª) | 11.7% (5.ª) | 12.1% (6.ª) | 13.2% (5.ª) |
| 12 | 25 de mayo de 2017  | 12.3% (5.ª) | 13.3% (4.ª) | 13.8% (4.ª) | 15.1% (3.ª) |
| 13 | 31 de mayo de 2017  | 11.8% (6.ª) | 13.8% (4.ª) | 11.7% (6.ª) | 12.2% (4.ª) |
| 14 | 31 de mayo de 2017  | 12.8% (6.ª) | 15.7% (3.ª) | 13.6% (4.ª) | 14.5% (3.ª) |
| 15 | 1 de junio de 2017  | 12.0% (6.ª) | 14.5% (5.ª) | 12.0% (6.ª) | 12.6% (5.ª) |
| 16 | 1 de junio de 2017  | 13.4% (5.ª) | 15.8% (2.ª) | 13.6% (4.ª) | 14.2% (3.ª) |
| 17 | 7 de junio de 2017  | 11.6% (6.ª) | 13.0% (5.ª) | 10.9% (7.ª) | 11.6% (5.ª) |
| 18 | 7 de junio de 2017  | 12.4% (5.ª) | 14.0% (3.ª) | 11.9% (5.ª) | 11.0% (6.ª) |
| 19 | 8 de junio de 2017  | 11.0% (7.ª) | 13.0% (5.ª) | 11.2% (6.ª) | 11.2% (6.ª) |
| 20 | 8 de junio de 2017  | 11.4% (6.ª) | 14.0% (4.ª) | 12.2% (5.ª) | 12.1% (5.ª) |
| 21 | 14 de junio de 2017 | 11.8% (5.ª) | 13.0% (5.ª) | 11.3% (5.ª) | 11.8% (5.ª) |
| 22 | 14 de junio de 2017 | 13.0% (4.ª) | 14.5% (2.ª) | 13.0% (4.ª) | 13.8% (3.ª) |
| 23 | 15 de junio de 2017 | 10.3% (5.ª) | 11.3% (5.ª) | 11.3% (5.ª) | 11.3% (5.ª) |
| 24 | 15 de junio de 2017 | 12.0% (4.ª) | 13.2% (3.ª) | 13.4% (4.ª) | 13.2% (4.ª) |
| 25 | 21 de junio de 2017 | 10.3% (8.ª) | 11.5% (5.ª) | 10.6% (6.ª) | 10.8% (7.ª) |
| 26 | 21 de junio de 2017 | 11.8% (5.ª) | 13.0% (4.ª) | 13.2% (4.ª) | 13.5% (3.ª) |
| 27 | 22 de junio de 2017 | 10.0% (9.ª) | 11.9% (5.ª) | 10.8% (6.ª) | 11.4% (5.ª) |
| 28 | 22 de junio de 2017 | 11.6% (5.ª) | 14.1% (3.ª) | 12.2% (4.ª) | 12.4% (4.ª) |
| 29 | 28 de junio de 2017 | 9.6% (7.ª)  | 11.0% (5.ª) | 10.2% (6.ª) | 10.1% (5.ª) |
| 30 | 28 de junio de 2017 | 11.2% (4.ª) | 13.7% (3.ª) | 12.2% (4.ª) | 12.3% (4.ª) |
| 31 | 29 de junio de 2017 | 10.5% (6.ª) | 12.6% (4.ª) | 11.9% (5.ª) | 11.9% (5.ª) |
| 32 | 29 de junio de 2017 | 12.2% (4.ª) | 14.5% (2.ª) | 14.4% (4.ª) | 14.6% (3.ª) |
| 33 | 5 de julio de 2017  | 12.1% (6.ª) | 14.0% (4.ª) | 12.6% (5.ª) | % (5.ª)     |
| 34 | 5 de julio de 2017  | 14.0% (4.ª) | 14.6% (3.ª) | 13.6% (4.ª) | 14.5% (4.ª) |
| 35 | 6 de julio de 2017  | 12.9% (5.ª) | 15.2% (4.ª) | 12.8% (5.ª) | 13.5% (5.ª) |
| 36 | 6 de julio de 2017  | 14.7% (4.ª) | 16.6% (3.ª) | 14.9% (3.ª) | 15.2% (2.ª) |
| 37 | 12 de julio de 2017 | 15.5% (5.ª) | 18.0% (2.ª) | 13.2% (5.ª) | 13.9% (5.ª) |
| 38 | 12 de julio de 2017 | 17.6% (3.ª) | 20.3% (1.ª) | 14.5% (4.ª) | 15.2% (2.ª) |
| 39 | 13 de julio de 2017 | 14.4% (5.ª) | 16.1% (4.ª) | 13.3% (5.ª) | 13.5% (5.ª) |
| 40 | 13 de julio de 2017 | 16.0% (3.ª) | 18.4% (2.ª) | 14.4% (3.ª) | 14.7% (3.ª) |
| Promedio | Promedio            | 11.5%       | 13.51%      | 12.4%       | 13.19%      |
| Los números en indica representan las calificaciones más bajas, mientras que los números en representan las calificaciones más altas. |                     |             |             |             |             |

## Música
La música de inicio de la serie fue "Emperor Opening Title" interpretada por V.A, mientras que la música de cierre fue "For A While" de Hwang Chi-yeul.
El Soundtrack de la serie fue producida por Lee Sung-kwony y lanzada por "Plus Media", "Danal Entertainment" (en digital), "LOEN Entertainment" (en físico), y estuvo conformado por 16 partes.

### Parte 1
| No. | Intérprete   | Canción                                          | Letra                      | Música                                      | Duración |
| --- | ------------ | ------------------------------------------------ | -------------------------- | ------------------------------------------- | -------- |
| 1   | Yang Yo-seob | "The Man That Couldn't Cry" (남자라 울지 못했어) | Im Dong-kyun y Good Choice | Kang Dong-un, Im Dong-kyun y Kim Young-sung | 3:45     |
| 2   | -            | The Man That Couldn't Cry" (Inst.)               | -                          | Kang Dong-un, Im Dong-kyun y Kim Young-sung | 3:45     |

### Parte 2
| No. | Intérprete  | Canción                                             | Letra                          | Música                         | Duración |
| --- | ----------- | --------------------------------------------------- | ------------------------------ | ------------------------------ | -------- |
| 1   | Bolbbalgan4 | "From The First Time You and Me" (처음부터 너와 나) | Vanilla Man (Vanilla Acoustic) | Vanilla Man (Vanilla Acoustic) | 3:25     |
| 2   | -           | "From The First Time You and Me" (Inst.)            | -                              | Vanilla Man (Vanilla Acoustic) | 3:25     |

### Parte 3
| No. | Intérprete     | Canción                  | Letra                        | Música     | Duración |
| --- | -------------- | ------------------------ | ---------------------------- | ---------- | -------- |
| 1   | Hwang Chi-yeul | "For A While" (잠시나마) | Jeon Chang-yeob y Black Belt | Black Belt | 4:02     |
| 2   | -              | "For A While" (Inst.)    | -                            | Black Belt | 4:02     |

### Parte 4
| No. | Intérprete | Canción                  | Letra                          | Música                         | Duración |
| --- | ---------- | ------------------------ | ------------------------------ | ------------------------------ | -------- |
| 1   | Kei        | "Star And Sun" (별과 해) | Yoon Jin-hyo y Jeon Chang-yeob | Jeon Chang-yeob y Yoon Jin-hyo | 3:51     |
| 2   | -          | "Star And Sun" (Inst.)   | -                              | Jeon Chang-yeob y Yoon Jin-hyo | 3:51     |

### Parte 5
| No. | Intérprete  | Canción                      | Letra                           | Música                          | Duración |
| --- | ----------- | ---------------------------- | ------------------------------- | ------------------------------- | -------- |
| 1   | Kim Yeon-ji | "Between Seasons" (계절사이) | Jeon Chang-yeob y Ryu Won-gwang | Jeon Chang-yeob y Ryu Won-gwang | 4:36     |
| 2   | -           | "Between Seasons" (Inst.)    | -                               | Jeon Chang-yeob y Ryu Won-gwang | 4:36     |

### Parte 6
| No. | Intérprete   | Canción             | Letra              | Música                 | Duración |
| --- | ------------ | ------------------- | ------------------ | ---------------------- | -------- |
| 1   | Kim Na-young | "I'm OK" (괜찮다고) | Good Choice y Yoda | Kim Se-jin y Park Chan | 3:57     |
| 2   | -            | "I'm OK" (Inst.)    | -                  | Kim Se-jin y Park Chan | 3:57     |

### Parte 7
| No. | Intérprete   | Canción            | Letra                     | Música                    | Duración |
| --- | ------------ | ------------------ | ------------------------- | ------------------------- | -------- |
| 1   | Yang Yo-seob | "The Tree" (나무)  | Yang Yo-seob y Gyuberlake | Yang Yo-seob y Gyuberlake | 3:57     |
| 2   | -            | "The Tree" (Inst.) | -                         | Yang Yo-seob y Gyuberlake | 3:57     |

### Parte 8
| No. | Intérprete | Canción                                    | Letra       | Música      | Duración |
| --- | ---------- | ------------------------------------------ | ----------- | ----------- | -------- |
| 1   | K.Will     | "The Person Who I Love" (내가 사랑할 사람) | Ahn Soo-wan | Ahn Soo-wan | 3:48     |
| 2   | -          | "The Person Who I Love" (Inst.)            | -           | Ahn Soo-wan | 3:48     |

### Parte 9
| No. | Intérprete | Canción                | Letra                 | Música                      | Duración |
| --- | ---------- | ---------------------- | --------------------- | --------------------------- | -------- |
| 1   | Hwanhee    | "Sparkling" (반짝인다) | Black Belt y Miss Kim | Black Belt y Yang Hong-seob | 3:25     |
| 2   | -          | "Sparkling" (Inst.)    | -                     | Black Belt y Yang Hong-seob | 3:25     |

### Parte 10
| No. | Intérprete    | Canción                                  | Letra                        | Música                   | Duración |
| --- | ------------- | ---------------------------------------- | ---------------------------- | ------------------------ | -------- |
| 1   | Seo Young-eun | "Flowing Down My Cheeks" (두볼에 흐른다) | Kang Woo-kyung y As You Know | As You Know y Kim Ji-hwa | 4:00     |
| 2   | -             | "Flowing Down My Cheeks" (Inst.)         | -                            | As You Know y Kim Ji-hwa | 4:00     |

### Parte 11
| No. | Intérprete | Canción             | Letra        | Música       | Duración |
| --- | ---------- | ------------------- | ------------ | ------------ | -------- |
| 1   | Gavy NJ    | "Affection" (애심)  | Major League | Major League | 4:24     |
| 2   | -          | "Affection" (Inst.) | -            | Major League | 4:24     |

### Parte 12
| No. | Intérprete | Canción                          | Letra                    | Música                      | Duración |
| --- | ---------- | -------------------------------- | ------------------------ | --------------------------- | -------- |
| 1   | ZIA        | "Even if I Want" (원하고 원해도) | Black Belt y Good Choice | Black Belt y Yang Hong-seob | 3:40     |
| 2   | -          | "Even if I Want" (Inst.)         | -                        | Black Belt y Yang Hong-seob | 3:40     |

### Parte 13
| No. | Intérprete | Canción                       | Letra        | Música       | Duración |
| --- | ---------- | ----------------------------- | ------------ | ------------ | -------- |
| 1   | Kim Greem  | "Only One Person" (단 한사람) | Major League | Major League | 3:36     |
| 2   | -          | "Only One Person" (Inst.)     | -            | Major League | 3:36     |

### Parte 14
| No. | Intérprete | Canción                                              | Letra                   | Música    | Duración |
| --- | ---------- | ---------------------------------------------------- | ----------------------- | --------- | -------- |
| 1   | L          | "It's Okay Even If It's Not Me" (내가 아니어도 좋아) | Good Choice y Red Socks | Red Socks | 4:42     |
| 2   | -          | "It's Okay Even If It's Not Me" (Inst.)              | -                       | Red Socks | 4:42     |

### Parte 15
| No. | Intérprete | Canción                      | Letra                      | Música                     | Duración |
| --- | ---------- | ---------------------------- | -------------------------- | -------------------------- | -------- |
| 1   | Suran      | "Water Orchid" (수란 (水蘭)) | As You Know y Major League | As You Know y Major League | 3:39     |
| 2   | -          | "Water Orchid" (Inst.)       | -                          | As You Know y Major League | 3:39     |

### Parte 16
| No. | Intérprete  | Canción                                         | Letra                      | Música       | Duración |
| --- | ----------- | ----------------------------------------------- | -------------------------- | ------------ | -------- |
| 1   | Kim So-hyun | "Can't You Hear My Heart" (내 맘이 들리지 않니) | Major League y As You Know | Major League | 3:29     |
| 2   | -           | "Can't You Hear My Heart" (Inst.)               | -                          | Major League | 3:29     |

## Premios y nominaciones
| Año  | Categoría                                       | Premio                      | Nominado (a)                               | Resultado |
| ---- | ----------------------------------------------- | --------------------------- | ------------------------------------------ | --------- |
| 2017 | Top Premio a la excelencia, actriz en miniserie | 44th MBC Drama Award        | Kim So-hyun                                | Nominada  |
| 2017 | Top Premio a la excelencia, actor en miniserie  | 44th MBC Drama Award        | Yoo Seung-ho                               | Ganó      |
| 2017 | Top Premio a la excelencia, actor en miniserie  | 44th MBC Drama Award        | Heo Joon-ho                                | Nominado  |
| 2017 | Popular Actress                                 | 44th MBC Drama Award        | Kim So-hyun                                | Ganó      |
| 2017 | Gran Premio (Daesang)                           | 44th MBC Drama Award        | Yoo Seung-ho                               | Nominado  |
| 2017 | Gran Premio (Daesang)                           | 44th MBC Drama Award        | Heo Joon-ho                                | Nominado  |
| 2017 | Popular Actor                                   | 44th MBC Drama Award        | Kim Myung-soo                              | Ganó      |
| 2017 | Mejor actor revelación                          | 44th MBC Drama Award        | Kim Myung-soo                              | Nominado  |
| 2017 | Premio a la excelencia, actor en miniserie      | 44th MBC Drama Award        | Kim Myung-soo                              | Nominado  |
| 2017 | Premio a la excelencia, actriz en miniserie     | 44th MBC Drama Award        | Yoon So-hee                                | Ganó      |
| 2017 | Best Character Award, Fighting Spirit Acting    | 44th MBC Drama Award        | Kim Myung-soo                              | Ganó      |
| 2017 | Best Character Award, Best Villain              | 44th MBC Drama Award        | Heo Joon-ho                                | Nominado  |
| 2017 | Golden Acting Award, Actor in a Miniseries      | 44th MBC Drama Award        | Park Chul-min                              | Nominado  |
| 2017 | Golden Acting Award, Actress in a Miniseries    | 44th MBC Drama Award        | Kim Seon-kyung                             | Ganó      |
| 2017 | Serie del año                                   | 44th MBC Drama Award        | "The Emperor: Owner of the Mask"           | Nominado  |
| 2017 | Excellence Award                                | 10th Korea Drama Award      | Jeon No-min                                | Ganó      |
| 2017 | Mejor actor revelación                          | 10th Korea Drama Award      | Kim Myung-soo                              | Nominado  |
| 2017 | KDA Award                                       | 10th Korea Drama Award      | Heo Joon-ho                                | Ganó      |
| 2017 | Mejor serie                                     | 10th Korea Drama Award      | "The Emperor: Owner of the Mask"           | Ganó      |
| 2017 | Best Production Director                        | 10th Korea Drama Award      | Noh Do-cheol                               | Nominado  |
| 2017 | Best Screenwriter Award                         | 10th Korea Drama Award      | Park Hye-jin                               | Ganó      |
| 2017 | Popular Culture Award                           | Korea Hallyu Award          | Kim So-hyun                                | Ganó      |
| 2017 | Mejor banda sonora original                     | 19th Mnet Asian Music Award | "You and Me from the Start" de Bolbbalgan4 | Nominadas |
| 2017 | Mejor banda sonora original                     | 9th Melon Music Award       | "You and Me from the Start" de Bolbbalgan4 | Nominadas |
| 2017 | Mejor actriz revelación (Drama)                 | 1st The Seoul Award         | Yoon So-hee                                | Nominada  |

## Producción
La serie también fue conocida como "Ruler: Master of the Mask".
Fue creada por Kim Kyung-hee, dirigida por Noh Do-chul y Park Won-gook, y contó con el escritor Park Hye-jin. Por otro lado la producción estuvo a cargo de Jung Chan-hee, Sim Jung-woon y Bae Jung-hoon, quien tuvo el apoyo del productor ejecutivo Kim Kyung-hee.
Originalmente la actriz Hwang Jin-hee interpretaría el papel de Mae Chang, sin embargo debido a problemas con los horarios, tuvo que abandonar la producción y fue reemplazada por la actriz Lee Chae-young.
La primera lectura del guion se llevó a cabo el 23 de diciembre del 2016 en el edificio de la MBC Broadcasting Station en Sangam, Seúl, Corea del Sur.
La serie fue pre-producida con una filmación que inició en diciembre del 2016 y duró seis meses. La serie fue promocionada por la MBC con el primer teaser lanzado seis meses antes de su estreno, también fue promovida a través de Naver y V Live antes y durante su emisión.
Contó con el apoyo de las compañías de producción "People Story Company" y "Huayi Brothers", y fue distribuida por la Munhwa Broadcasting Corporation, "MBC".

### Distribución internacional
- En  Singapur,  Malasia,  Indonesia y  Hong Kong: la serie fue transmitida a través de "Oh!K" dentro de las 24 horas de la transmisión original de Corea del Sur.
- En las  Filipinas: la serie fue transmitida en el 2018 como parte de "The Heart of Asia" con el título Emperor: Ruler of the Mask.
- En  India: la serie fue doblada al hindi con el título de सम्राट: मास्क के मालिक (Samraat: Maask ke maailk) a través de Sony TV, en tamil como பேரரசர்: மாஸ்க் உரிமையாளர் (Peraracar:Mask Urimaiyalar) a través de Star Vijay, en malabar bajo el nombre de ചക്രവർത്തി: മാസ്കിന്റെ ഉടമ (Cakravartti:Maskinre Utama) a través de Asianet, en télugu por medio de Star Maa bajo el título de చక్రవర్తి: యజమాని యొక్క యజమాని (Cakravartti:Yajamani yokka yajamani) y finalmente en bengalí con el título de সম্রাট: মাস্কের মালিক (Samrata:Maskera Mailka) a través de Star Jalsha.